# Novo Nordisk
Novo Nordisk, «Ново Нордиск» — датская фармацевтическая компания. Штаб-квартира — в Багсвере, пригороде Копенгагена. По состоянию на январь 2025 года являлась крупнейшей компанией Евросоюза по размеру рыночной капитализации — более 350 млрд евро.

## История
Компания Novo Industri была основана в 1923 году братьями Харальдом и Торвальдом Педерсен для производства в Дании инсулина (он впервые был получен в 1921 году в Университете Торонто). Уже через 10 лет инсулин компании продавался в 40 странах, поджелудочные железы скота поставлялись на фабрики компании со всей Европы. В 1936 году в лаборатории компании было открыто, что протамин продлевает действие инсулина (Нейтральный протамин Хагедорна). В 1940-е годы компания освоила производство трипсина, гепарина, пенициллина и кетгута, а также энзимов для промышленности (в основном для производства моющих средств). В 1950-х годах был создан фонд, ставший основным акционером компании.
В 1989 году Novo Industri объединилась с Nordisk Gentofte, образовав Novo Nordisk A/S; компания Nordisk значительно уступала Novo Industri в размере, но имела сильную лабораторию и перспективные разработки в сферах факторов свёртывания крови и гормонов роста. Также в 1989 году была создана дочерняя компания в США Novo Nordisk Pharmaceuticals, до этого компания работала на американском рынке через совместное предприятие со Squibb. В 2000 году производство энзимов для моющих средств было выделено в самостоятельную компанию Novozymes. В 2007 году была открыта фабрика по производству инсулина в Бразилии.
В мае 2018 года компания заключила эксклюзивное соглашение с Калифорнийским университетом в Сан-Франциско (UCSF) по разработке лекарственных препаратов на основе стволовых клеток. В результате соглашения, Novo Nordisk получила лицензию на использование технологии производства линий эмбриональных стволовых клеток человека, а также право на разработку на основе этих клеток лекарственных препаратов нового поколения.
В августе 2018 года компания приобрела 100 % акций британской Ziylo с целью развития направления по разработке глюкозозависимых инсулинов. Сумма сделки составила $800 млн.
На фоне многообещающих препаратов Wegovy и Ozempic, имитирующих действие гормона GLP-1 (глюкагоноподобный пептид-1) и помогающих сбросить вес, акции компании выросли более чем в 4 раза с конца 2018 года, и в 2023 году Novo Nordisk ненадолго стала самой дорогой компанией Европы с капитализацией $421 млрд $.

## Собственники и руководство

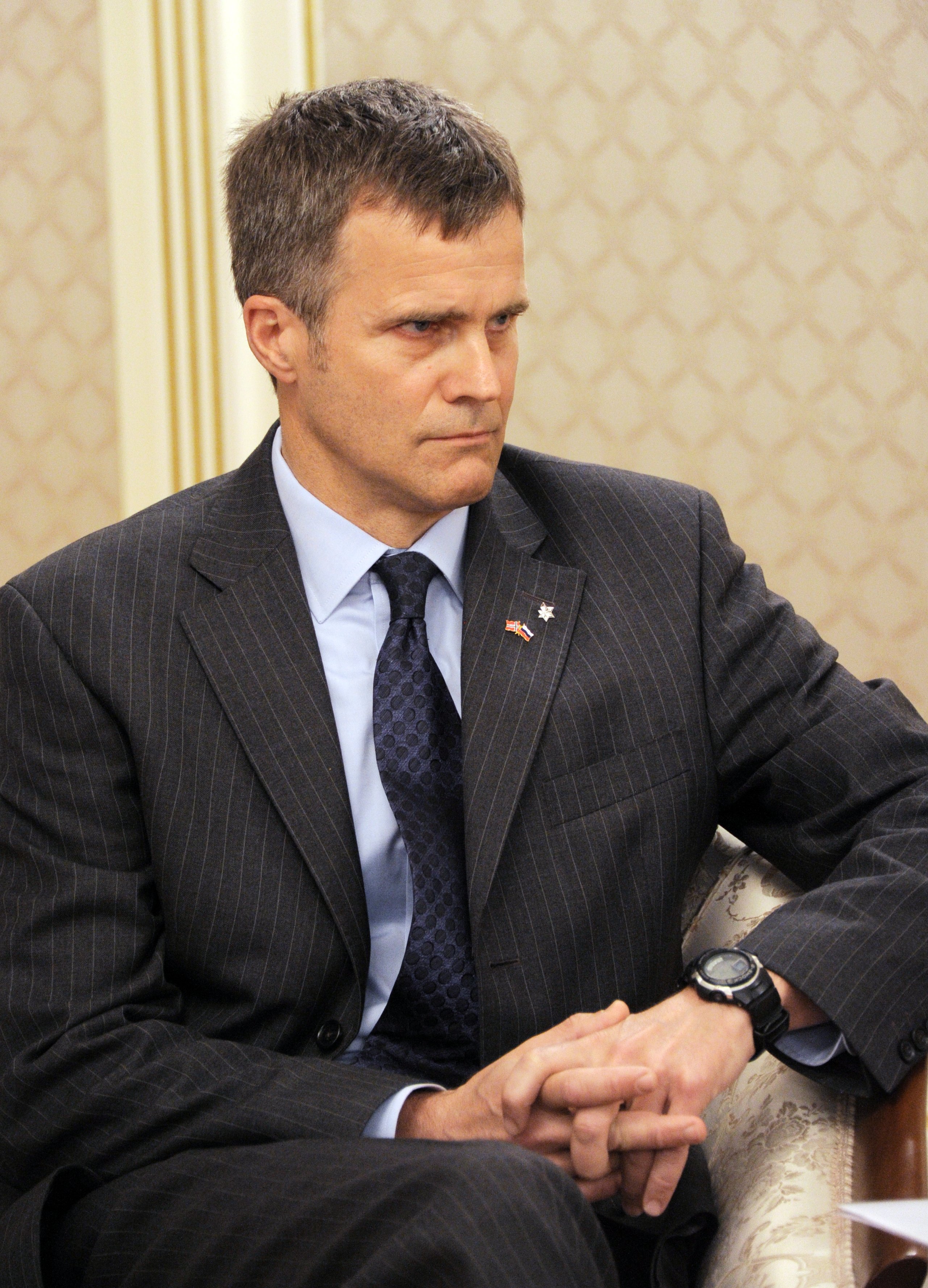
Хельге Лунд в Москве, май 2012 года

Компанией выпущено два типа акций: все А-акции принадлежат «Фонду Ново Нордиск», на них приходится 28,1 % акционерного капитала и 76,7 % голосов на собрании акционеров; Б-акции с 1974 года котируются на Копенгагенской фондовой бирже (Nasdaq Copenhagen), а также с 1981 года на Нью-Йоркской фондовой бирже в виде американских депозитарных расписок. Основная часть Б-акций принадлежит резидентам Дании (40 %) и США (31 %). Компания входит в сотню крупнейших в мире по рыночной капитализации (188 млрд долларов на март 2022 года).
- Хельге Лунд (Helge Lund, род. 16 октября 1962 года) — председатель совета директоров с 2018 года, также председатель британской нефтедобывающей компании BP (с 2019 года). Ранее был CEO компаний BG Group, Statoil and Aker Kværner, а также членом совета директоров Schlumberger (с 2016 по 2018 год).
- Ларс Йоргенсен (Lars Fruergaard Jørgensen, род. в ноябре 1966 года) — президент и главный исполнительный директор; также член наблюдательного совета Carlsberg Group.

## Деятельность
Novo Nordisk является производителем фармацевтической продукции, в частности в области лечения сахарного диабета (80 % продаж). Кроме того, компания занимается лечением ожирения (6 % продаж), биофармацевтикой, лечением гормоном роста, а также заместительной гормональной терапией.
Основные регионы деятельности по размеру выручки за 2021 год:
- Северная Америка — 48 %,
- Европа, Ближний Восток и Африка — 27 %,
- Китай — 11 %.

|                     | 2011  | 2012  | 2013  | 2014  | 2015  | 2016  | 2017  | 2018  | 2019  | 2020  | 2021  |
| ------------------- | ----- | ----- | ----- | ----- | ----- | ----- | ----- | ----- | ----- | ----- | ----- |
| Оборот              | 66,35 | 78,03 | 83,57 | 88,81 | 107,9 | 111,8 | 111,7 | 111,8 | 122,0 | 126,9 | 140,8 |
| Чистая прибыль      | 17,10 | 21,43 | 25,18 | 26,48 | 34,86 | 37,93 | 38,13 | 38,63 | 38,95 | 42,14 | 47,76 |
| Активы              | 64,70 | 65,67 | 70,34 | 77,06 | 91,80 | 97,54 | 102,4 | 110,8 | 125,6 | 144,9 | 194,5 |
| Собственный капитал | 37,45 | 40,63 | 42,57 | 40,29 | 46,97 | 45,27 | 49,82 | 51,84 | 57,59 | 63,33 | 70,75 |

Основные препараты по объёму продаж в 2021 году:
- Оземпик (Ozempic, Семаглутид) — применяется при лечении ожирения и сахарного диабета 2 типа, $4,98 млрд;
- NovoRapid (Insulin aspart) — быстродействующий аналог инсулина, $2,35 млрд;
- Виктоза (Victoza, Liraglutide) — применяется при лечении ожирения и сахарного диабета 2 типа, $2,22 млрд;
- Тресиба (Tresiba, Insulin degludec) — аналог инсулина, $1,44 млрд;
- NovoMix — аналог инсулина, $1,40 млрд;
- Инсулин — $1,34 млрд.

## Novo Nordisk в России
В 1991 году было открыто российское представительство компании в Москве. В Ростове-на-Дону с 2009 года работает завод российской компании «Фармацевт», выпускающий сахароснижающие препараты по лицензии Novo Nordisk.
В 2010 году Novo Nordisk объявила о строительстве собственного предприятия по производству препаратов инсулина в Калужской области, в технопарке Грабцево. Как ожидается, объём инвестиций составит от $80 до $100 млн, откроется производство в конце 2012 года.
В сентябре 2018 года в технопарке Грабцево состоялся официальный запуск производства инсулинов Novo Nordisk. Производственные операции включают в себя приготовление раствора инсулина из оригинальной субстанции и розлив готовых лекарственных форм в картриджи и шприц-ручки (производство полного цикла).
С июня 2021 Novo Nordisk начнёт упаковывать свой быстродействующий инсулин Фиасп (инсулин аспарт) на заводе в Калужской области.
Компания Novo Nordisk прекратила поставки в Россию препарата «Оземпик». Соответствующее уведомление датского производителя Росздравнадзор получил в ноябре 2022 года.